# Diego Are
Diego Are (Santu Lussurgiu, 2 gennaio 1914 – Santu Lussurgiu, 24 luglio 2000) è stato un filosofo e scrittore italiano.

## Biografia
Già dai primi anni 30 Diego Are si impegnò nell'attività di apostolato cattolico laico ricoprendo cariche di rilievo a livello diocesano nella GIAC (Gioventù Italiana di Azione Cattolica). Risale a questo periodo la collaborazione e l'amicizia con don Enea Selis, figura di riferimento per molti giovani universitari sardi aderenti alla FUCI.
Conseguita la laurea in Filosofia all'Università di Cagliari nel 1938 con una tesi su Antonio Rosmini, insegnò storia e filosofia nel “Reale Liceo” Classico G. M. Dettori di Tempio fino a quando, nel 1941, fu chiamato alle armi e inviato nel Kosovo.
Dopo un breve periodo di permanenza in Italia, fu richiamato come sottotenente in Grecia e nell'isola di Rodi, dove, dopo la firma dell'armistizio, vi rimase come prigioniero.
Rifiutatosi di aderire alla Repubblica di Salò, fu deportato nei lager tedeschi di Wesuwe, di Sandbostel, Wietzendorf e Dedelstorf. In una baracca Diego organizzò incontri di discussione per tener viva la speranza e non permettere che la dignità e la personalità umana venisse umiliata e annullata dagli aguzzini. Durante la prigionia entrò in contatto con “don Giovanni Rossi”, fondatore della Pro Civitate Christiana. Con lui Diego avrà un fecondo rapporto di collaborazione e di amicizia che durerà fino alla morte del sacerdote. Fu compagno di prigionia di Giovannino Guareschi; Enzo Paci, filosofo e direttore della rivista “Aut Aut”; Giuseppe Lazzati, deputato dell'Assemblea Costituente che ha dato vita alla Costituzione del 1948 e Rettore dell'Università Cattolica del Sacro Cuore di Milano; Raffaello Brignetti. 
È nel buio dei giorni di prigionia che viene piantato il seme dell'utopia che cercherà di realizzare al suo ritorno: il mondo ha bisogno di amore, di fratellanza; e l'azione deve essere diretta a chi è in grado di cogliere il messaggio, i giovani. È la prima idea del “Movimento Giovanile di Unione e Fraternità” che nel 1947 avrà l'imprimatur di Pantaleo Carabellese con il discorso “I giovani e la politica” pubblicato nel 1948 come primo quaderno di orientamento a cura del Movimento.
Al ritorno dai campi di prigionia raccontò le sue vicende nel libro-memoriale Nebbia e girasoli. Un sardo nei campi nazisti.
La sua professione di docente lo portò in giro per l'Italia: Roma, La Spezia, Reggio Emilia, Oristano, ma ad impegnarlo furono, oltre l'insegnamento, l'apostolato laico e le conferenze, il suo impegno nella gestione delle case per i giovani, aperte a Roma e a Terracina, dove diede vita a tutta una serie di attività per i giovani e per i pescatori del luogo, organizzandoli in cooperativa.
Nel frattempo entrò in contatto con il “Movimento Comunità” di Adriano Olivetti di cui diventò propugnatore e collaboratore per lungo tempo.
In questo periodo collaborò anche con il conterraneo Antonio Cossu con cui condividerà l'impegno sia in “Comunità” che per il riscatto della sua terra e di Santu Lussurgiu, fondando con lui un gruppo comunitario del Montiferru di ispirazione olivettiana. Fu tra i protagonisti del dibattito sulla Rinascita e tra il 1960 e il 1962 fece parte della redazione de Il Bogino.
Nel novembre 1960 venne eletto sindaco di Santu Lussurgiu e, rivestendo quella carica, molto si batté affinché le rinomate acque di San Leonardo de Siete Fuentes, frazione del paese, restassero pubbliche e non diventassero proprietà di privati. Di questi avvenimenti è testimonianza letteraria il romanzo di Antonio Cossu Il sogno svanito.
Ritiratosi al suo paese natale, nel 1976 trasformò l'antica scuola superiore nata da un lascito di privati nel Liceo Linguistico privato “Carta Meloni”, cui seguì il Tecnico commerciale per il turismo e l'Istituto Musicale che concluse la sua attività nel 2003, pochi anni dopo la sua morte.